# 사토 리나
사토 리나(일본어: 佐藤 利奈, 1981년 5월 2일 ~ )는 일본의 여성 성우이다. 후쿠오카현 기타큐슈시 출신으로 2001년 도쿄배우생활협동조합 보이스 액터즈 스튜디오에 19기로 선발되어 2002년부터 도쿄배우생활협동조합 소속으로 활동하고 있다. 2013년 제8회 세이유 어워드에서 여우주연상을 수상했다.

## 생애
1981년 5월 2일 일본 후쿠오카현 기타큐슈시에서 태어났다. 에히메현 마츠야마시에서 고등학교를 졸업하였으며, 2001년 배협 보이스 액터스 스튜디오에 19기로 입소해 이듬해 배협 소속으로 데뷔했다. TV 애니메이션 《다이버전스 이브》로 처음 캐릭터 성우를 시작했으며, 2004년 TV 애니메이션 《마법선생 네기마!》의 주연을 맡아 인지도를 얻었다.
2017년 1월 1일에 개인 블로그에 결혼과 출산 소식을 게재하였다.

## 출연작

### TV 애니메이션
| 연도 | 제목                          | 역할                           | 출처  |
| ---- | ----------------------------- | ------------------------------ | ----- |
| 2003 | 다이버전스 이브               | 프림 스노라이트                |       |
| 2004 | 마리아님이 보고 계셔          | 타케시마 츠타코                |       |
| 2005 | 다카포 세컨드 시즌            | 무네삐                         |       |
| 2005 | 마법선생 네기마               | 네기 스프링필드                | [ 2 ] |
| 2005 | 충사                          | 이오                           |       |
| 2005 | 투하트 2                      | 쿠사카베 유우키                |       |
| 2005 | 허니와 클로버                 | 여학생 B                       |       |
| 2005 | 신비한 별의 쌍둥이 공주       | 소피, 미아                     |       |
| 2006 | 네기마?!                      | 네기 스프링필드                |       |
| 2006 | 빙쵸탄                        | 렌탄                           |       |
| 2006 | 카시마시~Girl Meets Girl~     | 카메야마 나츠코                |       |
| 2006 | 코요테 래그타임 쇼            | 페이브러리                     |       |
| 2006 | 택티컬로어                    | 후루드                         |       |
| 2006 | 신비한 별의 쌍둥이 공주 꼬옥! | 큐큐, 소피                     |       |
| 2007 | 강철삼국지                    | 유비 현덕                      |       |
| 2007 | 기신대전 기간틱 포뮬러        | 카미시로 마나                  |       |
| 2007 | 나이트위저드 The ANIMATION    | 아키바네 쿠레하                |       |
| 2007 | 미나미가                      | 미나미 하루카                  |       |
| 2007 | 뱀부 블레이드                 | 아즈마 사토리                  | [ 2 ] |
| 2007 | 신곡주계 폴리포니카           | 유기리 프리네시카              |       |
| 2007 | 천원돌파 그렌라간             | 키요                           |       |
| 2007 | 크게 휘두르며                 | 장내 아나운서, 미야시타 스즈네 |       |
| 2007 | 하야테처럼!                   | 마키무라 시오리                | [ 2 ] |
| 2008 | 광란가족일기                  | 미다레자키 겟카                |       |
| 2008 | 20면상의 딸                   | 코이토 슌카                    |       |
| 2008 | 노기자카 하루카의 비밀        | 아마미야 시이나                |       |
| 2008 | 무한의 주인                   | 아사노 린                      |       |
| 2008 | 미나미가 ~한 그릇 더~         | 미나미 하루카                  |       |
| 2008 | 텔레파시 소녀 란              | 이토 사에코                    |       |
| 2008 | 어떤 마술의 금서목록          | 미사카 미코토                  | [ 2 ] |
| 2008 | 넷 고스트 PIPOPA              | 아키카와 유우타                |       |
| 2008 | 블루드래곤 : 천계의 7룡       | 프리무라                       |       |
| 2009 | 내일의 요이치                 | 이카루가 이부키                | [ 2 ] |
| 2009 | 흑신 The Animation            | 야마다 리사                    |       |
| 2009 | 미나미가 ~어서 오세요~        | 미나미 하루카                  |       |
| 2009 | 마리아님이 보고 계셔 4th 시즌 | 타케시마 츠타코                |       |
| 2009 | VIPER'S CREED                 | 케리                           |       |
| 2009 | 신곡주계 폴리포니카 크림슨 S  | 유기리 프리네시카              |       |
| 2009 | 속 나츠메우인장               | 타키 토오루                    |       |
| 2009 | 어떤 과학의 초전자포          | 미사카 미코토                  | [ 2 ] |
| 2009 | 냥코이!                       | 모치즈키 치즈루                | [ 2 ] |
| 2009 | 괭이갈매기 울 적에            | 우시로미야 엔제                |       |
| 2010 | 아마가미 SS                   | 타나마치 카오루                |       |
| 2010 | 어떤 마술의 금서목록 2        | 미사카 미코토                  |       |
| 2010 | 길 잃은 고양이 오버런!        | 사토                           |       |
| 2010 | MM!                           | 하야마 타츠키치,시호리 공주    |       |
| 2011 | 롯테의 장난감!                | 토우하라 나오야                |       |
| 2011 | 청의 엑소시스트               | 키리가쿠레 슈라                | [ 2 ] |
| 2011 | 부르잖아요 아자젤씨           | 사쿠마 린코                    |       |
| 2011 | 로큐브!                       | 하타노 토우코                  |       |
| 2012 | 아마가미 SS+                  | 타나마치 카오루                |       |
| 2013 | 미나미가 ~다녀 왔어~          | 미나미 하루카                  |       |
| 2013 | 어떤 과학의 초전자포 S        | 미사카 미코토                  |       |
| 2013 | 신이 없는 일요일              | 하나 아스틴                    | [ 2 ] |
| 2013 | 원피스                        | 베이비 5                       |       |
| 2016 | 브레이브 위치스               | 군들라 랄                      |       |

### 극장판 애니메이션
| 연도 | 제목                               | 역할                  | 출처 |
| ---- | ---------------------------------- | --------------------- | ---- |
| 2018 | 이별의 아침에 약속의 꽃을 장식하자 | 미도                  |      |
| 2020 | 얼터드 카본: 리슬리브              | 지나(레일린 카와하라) |      |
| 2020 | 귀멸의 칼날: 나타구모산 편         | 우부야시키 아마네     |      |
| 2021 | 아리아 : 더 베네디지오네           | 아테나                |      |
| 2021 | 시도니아의 기사 : 사랑을 잣는 별   | 타히로 누미           |      |

### OVA
| 연도 | 제목                               | 역할            | 출처 |
| ---- | ---------------------------------- | --------------- | ---- |
| 2007 | 마리아님이 보고 계셔 3rd           | 타케시마 츠타코 |      |
| 2007 | 투하트2 OVA                        | 쿠사카베 유우키 |      |
| 2008 | 투하트2 Another Days               | 쿠사카베 유우키 |      |
| 2010 | 어떤 과학의 초전자포 OVA           | 미사카 미코토   |      |
| 2011 | 베이비 프린세스 파라다이스 0(러브) | 미하루          |      |

### 웹 애니메이션
| 연도 | 제목                               | 역할                  | 출처 |
| ---- | ---------------------------------- | --------------------- | ---- |
| 2006 | 기동전사 건담 SEED C.E73 STARGAZER | 뮤디 홀크로프트       |      |
| 2007 | 휴대전화소녀                       | 야마다 아야노         |      |
| 2008 | 이브의 시간                        | 나기                  |      |
| 2014 | 미소녀전사 세일러문 Crystal        | 히노 레이/세일러 마스 |      |

### 게임
| 연도 | 제목                                           | 역할                 | 비고 | 출처  |
| ---- | ---------------------------------------------- | -------------------- | ---- | ----- |
| 2004 | 투하트 2                                       | 쿠사카베 유우키      |      |       |
| 2005 | White Princess the Second                      | 아라카와 토우코      |      |       |
| 2005 | 극상학생회                                     | 이타미 유키미        |      |       |
| 2005 | 휴대폰 소녀                                    | 야마다 아야노        |      |       |
| 2006 | 환상수호전 V                                   | 루세리나 바로우즈 외 |      |       |
| 2006 | True Tears                                     | 유키시로 카츠라      |      |       |
| 2006 | 제노사가 에피소드 III                          | 마이 메이거스        |      |       |
| 2006 | Project Sylpheed                               | 엘렌 벨슈타인        |      |       |
| 2006 | 풍우래기                                       | 토키사카 이츠키      |      |       |
| 2006 | 서몬 나이트 4                                  | 리비엘               |      |       |
| 2007 | Routes PE                                      | 카지와라 유나        |      |       |
| 2007 | 프린세스 메이커 5                              | 딸                   |      |       |
| 2007 | 마나케미아: 학원의 연금술사들                  | 멜히스 로이티엘      |      |       |
| 2007 | 아마가미                                       | 타나마치 카오루      |      | [ 2 ] |
| 2008 | 나이트 위저드                                  | 아키바네 쿠레하      |      |       |
| 2008 | 12RIVEN -the Ψcliminal of integral-            | 마이나               |      |       |
| 2008 | 스타오션 2 Second Evolution                    | 피리아               |      |       |
| 2009 | 로로나의 아틀리에: 알란드의 연금술사           | 에스티 에어하르트    |      |       |
| 2010 | 화이트 앨범                                    | 키사라기 사요코      |      |       |
| 2010 | 노기자카 하루카의 비밀 ~동인지 시작했어요      | 아마미야 시이나      |      |       |
| 2010 | 초차원게임 넵튠                                | 벨/그린하트          |      | [ 2 ] |
| 2010 | 괭이갈매기 울 적에                             | 우시로미야 엔제      |      |       |
| 2011 | 영웅전설: 벽의 궤적                            | 리샤 마오            |      | [ 2 ] |
| 2011 | 메루루의 아틀리에: 알란드의 연금술사 3         | 에스티 에어하르트    |      | [ 2 ] |
| 2015 | 아이돌마스터 신데렐라 걸즈 스타라이트 스테이지 | 센카와 치히로        |      | [ 2 ] |
| 2016 | 테일즈 오브 베르세리아                         | 벨벳 크라우          |      | [ 2 ] |
| 2017 | 페르소나 5                                     | 니지마 마코토        |      | [ 2 ] |
| 2020 | 메이플스토리                                   | 여성 아델            |      | [ 5 ] |
| 2020 | 명일방주                                       | 스카디, 벌컨         |      | [ 6 ] |
| 2020 | 파이어 엠블렘 히어로즈                         | 토루                 |      |       |
| 2021 | 원신                                           | 유라                 |      |       |
| 2022 | 트라이앵글 스트레티지                          | 지라                 |      |       |

### 라디오
| 프로그램                                | 비고                                      | 기간                      | 출처 |
| --------------------------------------- | ----------------------------------------- | ------------------------- | ---- |
| 저 하늘에서 만난다면                    |                                           | 2004년 10월 ~ 2007년 3월  |      |
| 저 하늘에서 만나요 F                    |                                           | 2007년 4월 ~ 12월         |      |
| 마호라 학원 중등부 2-A・비밀의 방과후   |                                           | 2005년 8월 ~ 2006년 1월   |      |
| 사토 리나의 고개 라디오                 |                                           | 2005년 12월 ~ 2007년 3월  |      |
| 미나미가의 모두 들어                    | 이노우에 마리나, 치하라 미노리와 공동진행 | 2007년 9월 ~ 2008년 5월   |      |
| 나가라! 광란전파일기 (분카방송 超!A&G+) | 후지무라 아유미와 공동진행                | 2008년 4월 4일 ~ 9월 26일 |      |
| 어느 라디오의 금서목록                  | 이구치 유카와 공동진행                    | 2008년 9월 19일 ~         |      |
| 내일의 요이치 라디오!                   | 오카모토 노부히코와 공동진행              | 2008년 12월 ~             |      |
| 미나미가 모두 들어 ~어서 와~            | 이노우에 마리나, 치하라 미노리와 공동진행 | 2009년 1월 ~              |      |